# Tritonia flabellifolia
Tritonia flabellifolia är en irisväxtart som först beskrevs av Daniel Delaroche, och fick sitt nu gällande namn av Gwendoline Joyce Lewis. Tritonia flabellifolia ingår i släktet Tritonia och familjen irisväxter.

## Underarter
Arten delas in i följande underarter:
- T. f. flabellifolia
- T. f. major
- T. f. thomasiae